# Wauchope
Wauchope (/ˈwɔːhoʊp/ uttal (fil)) är en ort i Australien. Den ligger i regionen Port Macquarie-Hastings och delstaten New South Wales, i den sydöstra delen av landet, omkring 300 kilometer nordost om delstatshuvudstaden Sydney. Wauchope ligger 26 meter över havet och antalet invånare är 5 503.
Närmaste större samhälle är Port Macquarie, omkring 18 kilometer öster om Wauchope. 
I omgivningarna runt Wauchope växer i huvudsak städsegrön lövskog. Runt Wauchope är det glesbefolkat, med 17 invånare per kvadratkilometer. Genomsnittlig årsnederbörd är 1 825 millimeter. Den regnigaste månaden är februari, med i genomsnitt 359 mm nederbörd, och den torraste är oktober, med 41 mm nederbörd.